# 16962 Елізавулард
16962 Елізавулард (16962 Elizawoolard) — астероїд головного поясу, відкритий 28 серпня 1998 року.
Тіссеранів параметр щодо Юпітера — 3,498.